# Cordillère Centrale (Costa Rica)
Pour les articles homonymes, voir Cordillère Centrale.
La cordillère Centrale ou cordillère volcanique centrale est une chaîne volcanique du Costa Rica. Elle s'étend d'ouest en est sur 110 km, depuis le volcan Platanar jusqu'au volcan Turrialba, et depuis le rio Balsa qui la sépare de la sierra Minera de Tilarán jusqu'au Reventazón qui la sépare de la cordillère de Talamanca.

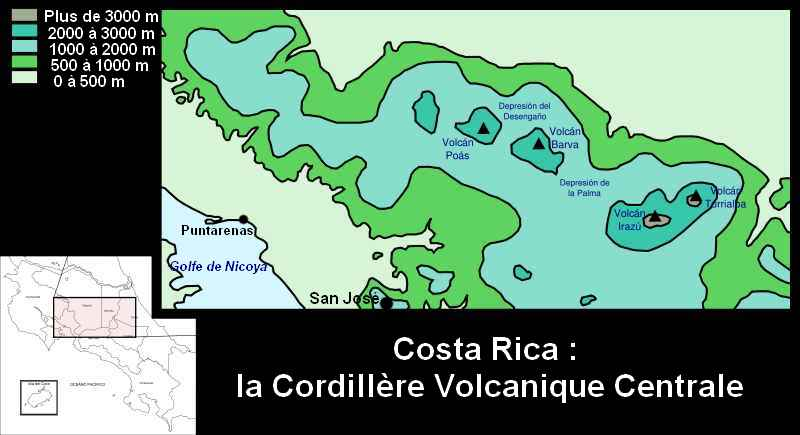
Carte topographique de la région de la cordillère Centrale, au Costa Rica.

## Principaux sommets
- Irazú, 3 432 m
- Turrialba, 3 340 m
- Barva 2 906 m
- Poás, 2 708 m
- Platanar, 2 267 m

Les dépressions entre les volcans, tels que Tapezco, Desengaño, La Palma et Coliblanco, permettent l’entrée dans la vallée Centrale des alizés venant de la mer des Caraïbes, et le développement de voies de communication entre la vallée Centrale d'une part et les zones nord et atlantique du Costa Rica d'autre part.

Principaux sommets et voies de passage de la cordillère Centrale.